# Isòtops del seaborgi
El seaborgi (Sg) no té cap isòtop estable. S'han caracteritzat 16 isòtops, el més estable dels quals és el 271Sg, amb un període de semidesintegració de 2,4 minuts per emissió alfa i fissió nuclear espontània.

## Taula
Els valors marcats amb # no estan derivats únicament de dades experimentals, sinó que en part es basen en tendències sistemàtiques. Els espins amb arguments d'assignació febles es troben entre parèntesis. Les incerteses es troben en forma concisa entre parèntesis després dels últims dígits corresponents. Els valors d'incertesa indiquen una desviació estàndard, tret de la composició isotòpica i la massa atòmica estàndard de la IUPAC, que utilitzen incerteses expandides.
| Símbol del núclid | Z(p)                | N(n)                | Massa isotòpica(u)  | Període de semidesintegració | Espín nuclear | Composició isotòpics representativa (fracció molar) | Rang de variació natural (fracció molar) |
| Símbol del núclid | Energia d'excitació | Energia d'excitació | Energia d'excitació | Període de semidesintegració | Espín nuclear | Composició isotòpics representativa (fracció molar) | Rang de variació natural (fracció molar) |
| ----------------- | ------------------- | ------------------- | ------------------- | ---------------------------- | ------------- | --------------------------------------------------- | ---------------------------------------- |
| 258Sg             | 106                 | 152                 | 258.11317(45)#      | 3.3(10) ms [2.9(+13-7) ms]   | 0+            |                                                     |                                          |
| 259Sg             | 106                 | 153                 | 259.11450(19)#      | 580(210) ms [0.48(+28-13) s] | 1/2+#         |                                                     |                                          |
| 260Sg             | 106                 | 154                 | 260.11442(4)        | 3.8(8) ms                    | 0+            |                                                     |                                          |
| 261Sg             | 106                 | 155                 | 261.11612(14)#      | 230(60) ms                   | 7/2+#         |                                                     |                                          |
| 262Sg             | 106                 | 156                 | 262.1164(3)#        | 8(3) ms [6.9(+38-18) ms]     | 0+            |                                                     |                                          |
| 263Sg             | 106                 | 157                 | 263.11832(13)#      | 1.0(2) s                     | 9/2+#         |                                                     |                                          |
| 263mSg            | 100(70)# keV        | 100(70)# keV        | 100(70)# keV        | 120 ms                       | 3/2+#         |                                                     |                                          |
| 264Sg             | 106                 | 158                 | 264.11893(30)#      | 0.4# s                       | 0+            |                                                     |                                          |
| 265Sg             | 106                 | 159                 | 265.12111(6)        | 8(3) s                       | 3/2+#         |                                                     |                                          |
| 266Sg             | 106                 | 160                 | 266.12207(31)#      | 21(6) s                      | 0+            |                                                     |                                          |
| 267Sg             | 106                 | 161                 | 267.12443(29)#      | 19 ms                        |               |                                                     |                                          |
| 268Sg             | 106                 | 162                 | 268.12561(58)#      | 30# s                        | 0+            |                                                     |                                          |
| 269Sg             | 106                 | 163                 | 269.12876(70)#      | 35(23) s                     |               |                                                     |                                          |
| 270Sg             | 106                 | 164                 | 270.13033(66)#      | 10# min                      | 0+            |                                                     |                                          |
| 271Sg             | 106                 | 165                 | 271.13347(70)#      | 2.4(+43-10) min              |               |                                                     |                                          |
| 272Sg             | 106                 | 166                 | 272.13516(82)#      | 1# h                         | 0+            |                                                     |                                          |
| 273Sg             | 106                 | 167                 | 273.13822(71)#      | 1# min                       |               |                                                     |                                          |